# (74032) 1998 HR27
(74032) 1998 HR27 – planetoida z pasa głównego asteroid okrążająca Słońce w ciągu 3,43 lat w średniej odległości 2,27 j.a. Odkryta 22 kwietnia 1998 roku.